# Ecteinascidia maxima
Ecteinascidia maxima är en sjöpungsart som beskrevs av Kott 1985. Ecteinascidia maxima ingår i släktet Ecteinascidia och familjen Perophoridae. Inga underarter finns listade i Catalogue of Life.